# A Story
A Story war als fünfte Solo-Studioalbumveröffentlichung von Yoko Ono geplant. Gleichzeitig wäre es einschließlich der drei Avantgarde-Alben sowie Some Time in New York City mit ihrem Ehemann John Lennon und des Live-Albums der Plastic Ono Band das insgesamt zehnte Album Yoko Onos gewesen. Es sollte im Jahr 1974 veröffentlicht werden, erschien aber erst am 22. Juli 1997.

## Entstehungsgeschichte
Nach Beendigung der Arbeiten an dem Vorgängeralbum Feeling the Space trennten sich Yoko Ono und John Lennon. Am 18. September 1973 verließen John Lennon und seine Freundin May Pang New York und begaben sich nach Los Angeles. Yoko Ono trat im November 1973 für drei Tage im „Bitter End Club“ in New York City auf, es folgte ein weiterer Auftritt am 25. Dezember 1973 mit David Spinoza in der Cathedral of Saint John the Divine. Im Jahr 1974 beschloss Yoko Ono ihre Karriere weiter zu forcieren und unternahm vom 5. bis zum 16. August 1974 eine Tournee in Japan unter der Bandbezeichnung Yoko Ono & The Plastic Ono Super Band.
Während des Jahres 1974 wurde das Album A Story mit David Spinozza als weiteren Produzenten aufgenommen. David Spinozza übernahm in dieser Zeit teilweise musikalisch und privat die Rolle von John Lennon. Die Musik des Albums ist noch deutlicher poporientierter als das Vorgängeralbum und wirkt insgesamt kommerziell.
Im Begleittext zur CD-Kompilation Onobox erwähnt Yoko Ono, dass A Story im Jahr 1974 fast fertiggestellt wurde, sie aber mit der Abmischung der Lieder nicht zufrieden war und nachdem sie wieder mit John Lennon zusammen lebte, hatte Yoko Ono nicht mehr das Bedürfnis das Album zu veröffentlichen, da es sie an die Trennung, dem sogenannten „Lost Weekend“, erinnerte.
Ursprünglich erschien A Story im Mai 1992, teilweise neu abgemischt (+), als Teil der Onobox (CD 6). Im Begleitbuch der CD-Box wurde das Album mit folgender Reihenfolge der Lieder aufgeführt:
1. A Story (+)
2. Loneliness (+)
3. Will You Touch Me
4. Dogtown (+)
5. It Happened (+)
6. Tomorrow May Never Come
7. Winter Friend (+)
8. Heartburn Stew (+)
9. Yes, I’m a Witch (+)
10. O’Oh (+)

Die CD enthält aber als Titel 11 noch das Lied Yume O Moto, das im Jahr 1974 in Japan als Single mit der B-Seite It Happened veröffentlicht wurde. Bei der 1997er Veröffentlichung wurde dann das Lied O’Oh, das schon in 1973 aufgenommen wurde, durch Hard Times Are Over und She Gets Down on Her Knees ersetzt, weiterhin hat die CD eine abgeänderte Reihenfolge der Lieder. Die CD-Veröffentlichung wurde von George Marino und Rob Stevens in den Sterling Sound Studios neu remastert.
Einige der Lieder wurden für spätere Alben neu aufgenommen:
- Hard Times Are Over für Double Fantasy (1980).
- It Happened wurde im Jahr 1980 neu abgemischt und als B-Seite der Single Walking on Thin Ice im Jahr 1981 veröffentlicht.
- Will You Touch Me, Dogtown und She Gets Down on Her Knees für Season of Glass (1981).
- Loneliness und Tomorrow May Never Come für It’s Alright (I See Rainbows) (1982).

## Japan-Tournee 1974
Yoko Ono unternahm vom 5. bis zum 16. August 1974 eine Tournee in Japan unter der Bandbezeichnung Yoko Ono & The Plastic Ono Super Band. Mitwirkende Musiker waren Steve Khan (Gitarre), Don Grolnick (Keyboard), Michael Brecker (Saxofon und Flöte), Randy Brecker (Trompete), Andy Mewson (Bass), Rick Marotta und Steve Gadd (Schlagzeug).
Die Tourneedaten waren wie folgt:
- 10. August 1974: One Step Festival, Tokio
- 12. August 1974: Nakano Sun Plaza, Tokio
- 12. August 1974: Shinjuku Kosei Nenkin Hall
- 13. August 1974: Shi Kokaido, Nagoya
- 16. August 1974:–Kenritsu Taikukan, Hiroshima
- 19. August 1974: Kosei Nenkin Kaikan, Osaka

2022 wurde das Livealbum Let’s Have a Dream – 1974 One Step Festival veröffentlicht.

## Rückzug aus dem Musikgeschäft
Ende Januar/Februar 1975 zog John Lennon wieder mit Yoko Ono in das Apartment im Dakota-Building zusammen. Am 9. Oktober 1975 – Lennons 35. Geburtstag – wurden Ono und Lennon Eltern ihres gemeinsamen Sohnes Sean Taro Ono Lennon.
Am 1. Januar 1976 wurde ein Interview von Yoko Ono und John Lennon mit Elliot Mintz aufgenommen, das vom 26. Januar bis zum 1. Februar 1976 im Radio gesendet wurde. Ein weiteres Interview gaben die Lennons am 4. Oktober 1977 im Hotel Okura in Tokio, in dem sie erklärten, dass ihre augenblicklichen Prioritäten im Familienleben und in der Erziehung ihres Kindes liegen und sie sich deshalb bis zum fünften Lebensjahr ihres Sohnes Sean aus dem Musikgeschäft zurückziehen werden. Das nächste gemeinsame Album von John Lennon und Yoko Ono erschien unter dem Titel Double Fantasy im November 1980.

## Cover
Die Covergestaltung erfolgte von Karla Merrifield. Das Coverfoto stammt aus der persönlichen Sammlung von Yoko Ono.

## Titelliste
Alle Titel des Albums wurden von Yoko Ono komponiert.
1. A Story – 2:38
2. Loneliness – 3:33
3. Will You Touch Me – 2:39
4. Dogtown – 3:32
5. Tomorrow May Never Come – 2:52
6. Yes, I’m a Witch – 3:11
7. She Gets Down on Her Knees – 4:50
8. It Happened – 3:52
9. Winter Friend – 3:17
10. Heartburn Stew – 2:09
11. Hard Times Are Over – 4:37

- CD-Bonustitel

1. Anatano Te/Your Hands – 3:35 (Demo: Yoko Ono, Klavier und Gesang)
2. Extension 33 (Demo) – 1:27 (Demo: Yoko Ono, Klavier und Gesang)
3. Now or Never – 1:18 (A Cappella-Liveaufnahme im Jahr 1986 in Budapest)

## Single-Auskopplungen

### Yume O Moto
Als Single erschien 1974, wahrscheinlich im August, in Japan Yume O Moto / It Happened. In den USA und Großbritannien wurde die Single nicht veröffentlicht.

## Chartplatzierungen
Das Album, wie auch die Singleauskopplung, konnten sich nicht in den offiziellen Hitparaden platzieren.